# Кениуик
Кениуик (на английски: Kennewick, буквени символи за произношение  Архив на оригинала от 2018-12-26 в Wayback Machine.) е град в окръг Бентън, щата Вашингтон, САЩ. Кениуик е с население от 65 860 жители (2008) и обща площ от 63 km². Намира се на 124 m надморска височина. ЗИП кодът му е 99336, 99337, 99338, а телефонният му код е 509.